# Zbór Śląskiego Kościoła Ewangelickiego Augsburskiego Wyznania w Ostrawie
Zbór Śląskiego Kościoła Ewangelickiego Augsburskiego Wyznania w Ostrawie – zbór (parafia) luterańska w Ostrawie, należąca do senioratu ostrawsko-karwińskiego Śląskiego Kościoła Ewangelickiego Augsburskiego Wyznania, w kraju morawsko-śląskim, w Czechach.

## Historia
W 1863 decyzją Rady Kościelnej w Wiedniu Morawska Ostrawa stała się zborem filialnym Orłowej, w senioracie śląskim pomimo starań o przynależność do morawskiego senioratu suchdolskiego. Zbór filialny obejmował wówczas ok. 500 osób, lecz w miarę industrializacji rosła też liczba luteran w okolicy. Samodzielny zbór powstał 9 sierpnia 1875 roku. Początkowo należały do niego oprócz miasta miejscowości śląskie (Polska Ostrawa, Michałkowice, Radwanice, Herzmanice, Muglinów, Gruszów, Kończyce Małe, Racimów) oraz morawskie (Witkowice, Przywóz, Zábřeh, Hrabůvka, Hrabová, Lhotka/Mariánské Hory, Nová Ves), a później również Klimkovice, Svinov, Martinov, Plesná, Polanka, Třebovice i Poruba. Zbór wystawił z początku niewielki kościółek. W sierpniu 1904 Kościół Ewangelicki w austriackiej Przedlitawii ogłosił konkurs architektoniczny na projekt nowego kościoła. Miał on zastąpić dotychczasową kaplicę cmentarną, ponieważ była ona już niewystarczająca pod względem liczby miejsc.
Uczestników konkursu było dużo, zebrano sto projektów, które zostały w listopadzie 1904 wystawione w parafii ewangelickiej w Ostrawie. Ostatecznie wybrano projekt wiedeńskich architektów Karla Trolla i Ludvíka Faigla. 22 października 1905 uroczyście położono kamień węgielny. Budowę zakończono 1 listopada 1907, kiedy to odbyło się uroczyste poświęcenie kościoła.
Do końca II wojny światowej kościół i zbór należał do Niemieckiego Kościoła w Czechach, Morawach i na Śląsku. W latach 30. XX wieku zbór osiągnął historycznie najwyższą liczebność, około 5000 osób. Kazania wygłaszano w trzech językach: niemieckim, czeskim i polskim. Po II wojnie światowej czechosłowackie władze skonfiskowały jego majątek na podstawie Dekretów Beneša.
W latach 50. XX wieku państwo przekazało kościół i plebanię do użytku dwóm Kościołom Ewangelickiemu Kościołowi Czeskobraterskiemu oraz Śląskiemu Kościołowi Ewangelickiemu Augsburskiego Wyznania. Od roku 1997 oba zbory starały się uzyskać prawo własnościowe obu budynków co ostatecznie udało się w marcu 2009. Przeniesienie własności komplikował fakt, że nie chodziło o restytucję mienia, ale o przeniesienie własności.